# Llista de topònims de Castellvell del Camp
Llista de topònims (noms propis de lloc) del municipi de Castellvell del Camp, al Baix Camp
Informació actualitzada per un bot. Els canvis manuals es perdran quan s'actualitzi!

## casa
| imatge | Nom             | Ubicat a             | instància de | Detalls                                                  | coordenades                                         | Protecció                                  | Commons (més fotos) | Dades a WD                    |
| ------ | --------------- | -------------------- | ------------ | -------------------------------------------------------- | --------------------------------------------------- | ------------------------------------------ | ------------------- | ----------------------------- |
|        | Cal Tramuntana  | Castellvell del Camp | casa         | Estil: arquitectura popular                              | 41° 10′ 52″ N, 1° 05′ 46″ E / 41.181063°N,1.09601°E | bé integrant del patrimoni cultural català | Cal Tramuntana      | Modifica les dades a Wikidata |
|        | Casa del Marian | Castellvell del Camp | casa         | Estil: arquitectura popular Estat: enderrocat o destruït |                                                     | bé integrant del patrimoni cultural català |                     | Modifica les dades a Wikidata |

## entitat singular de població
| imatge | Nom                  | Ubicat a             | instància de                                   | Detalls  | coordenades                                                                  | Protecció | Commons (més fotos) | Dades a WD                    |
| ------ | -------------------- | -------------------- | ---------------------------------------------- | -------- | ---------------------------------------------------------------------------- | --------- | ------------------- | ----------------------------- |
|        | Castellmoster        | Castellvell del Camp | entitat singular de població                   | 433 hab  | 41° 11′ 37″ N, 1° 06′ 06″ E / 41.1934898355026°N,1.10155763858993°E 275 msnm |           |                     | Modifica les dades a Wikidata |
|        | Castellvell del Camp | Castellvell del Camp | entitat singular de població capital municipal | 1129 hab | 41° 10′ 49″ N, 1° 05′ 52″ E / 41.18025578°N,1.09783121°E 218 msnm            |           |                     | Modifica les dades a Wikidata |
|        | el Pinar             | Castellvell del Camp | entitat singular de població                   | 60 hab   | 41° 10′ 35″ N, 1° 06′ 06″ E / 41.176405°N,1.101694°E 195 msnm                |           |                     | Modifica les dades a Wikidata |
|        | el Puig              | Castellvell del Camp | entitat singular de població                   | 27 hab   | 41° 10′ 59″ N, 1° 05′ 00″ E / 41.1830124°N,1.083210111°E 274.858 msnm        |           |                     | Modifica les dades a Wikidata |
|        | els Pugets           | Castellvell del Camp | entitat singular de població                   | 289 hab  | 41° 11′ 04″ N, 1° 05′ 59″ E / 41.184538°N,1.09973°E 265 msnm                 |           |                     | Modifica les dades a Wikidata |
|        | la Flor del Camp     | Castellvell del Camp | entitat singular de població                   | 188 hab  | 41° 11′ 05″ N, 1° 06′ 11″ E / 41.184853°N,1.103094°E 248 msnm                |           |                     | Modifica les dades a Wikidata |
|        | la Roureda           | Castellvell del Camp | entitat singular de població                   | 127 hab  | 41° 11′ 23″ N, 1° 05′ 27″ E / 41.18975841°N,1.090918779°E 313.349 msnm       |           |                     | Modifica les dades a Wikidata |
|        | les Arboceres        | Castellvell del Camp | entitat singular de població                   | 74 hab   | 41° 11′ 19″ N, 1° 06′ 06″ E / 41.188627°N,1.101761°E 260 msnm                |           |                     | Modifica les dades a Wikidata |
|        | les Planes del Puig  | Castellvell del Camp | entitat singular de població                   | 416 hab  | 41° 10′ 57″ N, 1° 04′ 45″ E / 41.182539794886°N,1.0792964709775°E 278 msnm   |           |                     | Modifica les dades a Wikidata |
|        | les Serres           | Castellvell del Camp | entitat singular de població                   | 222 hab  | 41° 10′ 58″ N, 1° 05′ 11″ E / 41.182658853443°N,1.086446401947°E 437 msnm    |           |                     | Modifica les dades a Wikidata |
|        | los Salvians         | Castellvell del Camp | entitat singular de població                   | 26 hab   | 41° 11′ 28″ N, 1° 04′ 58″ E / 41.19108451°N,1.082732678°E 349.605 msnm       |           |                     | Modifica les dades a Wikidata |

## església
| imatge | Nom                                          | Ubicat a             | instància de    | Detalls                     | coordenades                                              | Protecció                                  | Commons (més fotos)                          | Dades a WD                    |
| ------ | -------------------------------------------- | -------------------- | --------------- | --------------------------- | -------------------------------------------------------- | ------------------------------------------ | -------------------------------------------- | ----------------------------- |
|        | Ermita de Santa Anna de Castellvell del Camp | Castellvell del Camp | església ermita | Estil: arquitectura popular | 41° 10′ 56″ N, 1° 05′ 41″ E / 41.18231944°N,1.09481111°E | bé integrant del patrimoni cultural català | Ermita de Santa Anna de Castellvell del Camp | Modifica les dades a Wikidata |
|        | Sant Vicenç de Castellvell del Camp          | Castellvell del Camp | església        | Estil: barroc               | 41° 10′ 52″ N, 1° 05′ 47″ E / 41.181225°N,1.096481°E     | bé integrant del patrimoni cultural català | Sant Vicenç de Castellvell del Camp          | Modifica les dades a Wikidata |

## muntanya
| imatge | Nom                | Ubicat a                       | instància de | Detalls | coordenades                                                  | Protecció | Commons (més fotos) | Dades a WD                    |
| ------ | ------------------ | ------------------------------ | ------------ | ------- | ------------------------------------------------------------ | --------- | ------------------- | ----------------------------- |
|        | Muntanya del Pal   | Castellvell del Camp           | muntanya     |         | 41° 11′ 08″ N, 1° 05′ 55″ E / 41.18554167°N,1.09853056°E     |           |                     | Modifica les dades a Wikidata |
|        | Salvià de Lluardo  | Castellvell del Camp           | muntanya     |         | 41° 12′ 07″ N, 1° 05′ 02″ E / 41.202°N,1.08393°E 473 msnm    |           |                     | Modifica les dades a Wikidata |
|        | Turó de Santa Anna | Castellvell del Camp           | muntanya     |         | 41° 10′ 58″ N, 1° 05′ 39″ E / 41.1828°N,1.09407°E 270 msnm   |           |                     | Modifica les dades a Wikidata |
|        | el Puig            | Castellvell del Camp l'Aleixar | muntanya     |         | 41° 11′ 15″ N, 1° 04′ 42″ E / 41.1876°N,1.07837°E 431.6 msnm |           |                     | Modifica les dades a Wikidata |

## pont
| imatge | Nom                | Ubicat a             | instància de | Detalls | coordenades                                                         | Protecció | Commons (més fotos) | Dades a WD                    |
| ------ | ------------------ | -------------------- | ------------ | ------- | ------------------------------------------------------------------- | --------- | ------------------- | ----------------------------- |
|        | Pont de l'Espinós  | Castellvell del Camp | pont         |         | 41° 10′ 34″ N, 1° 05′ 33″ E / 41.1762330507791°N,1.09236412075972°E |           |                     | Modifica les dades a Wikidata |
|        | Pont del Cementiri | Castellvell del Camp | pont         |         | 41° 10′ 56″ N, 1° 05′ 50″ E / 41.1822384417548°N,1.09711375339354°E |           |                     | Modifica les dades a Wikidata |

## Misc
| imatge | Nom                                       | Ubicat a                       | instància de      | Detalls                     | coordenades                                                                                | Protecció                   | Commons (més fotos)                     | Dades a WD                    |
| ------ | ----------------------------------------- | ------------------------------ | ----------------- | --------------------------- | ------------------------------------------------------------------------------------------ | --------------------------- | --------------------------------------- | ----------------------------- |
|        | Aqüeducte del Pont del Cinto              | Castellvell del Camp           | aqüeducte pont    | Estil: arquitectura popular | 41° 11′ 10″ N, 1° 05′ 39″ E / 41.186083333333°N,1.0940555555556°E ca:Carrer Pont del Cinto | bé cultural d'interès local | Aqüeducte del Pont del Cinto            | Modifica les dades a Wikidata |
|        | Barranc de la Llenguadera                 | Castellvell del Camp l'Aleixar | curs d'aigua      | Desemboca: riera del Roquís | 41° 11′ 40″ N, 1° 05′ 42″ E / 41.194329°N,1.0951°E                                         |                             |                                         | Modifica les dades a Wikidata |
|        | Pedrera del Coubi                         | Castellvell del Camp           | pedrera           |                             | 41° 11′ 01″ N, 1° 04′ 36″ E / 41.1836660035391°N,1.07678005622685°E                        |                             |                                         | Modifica les dades a Wikidata |
|        | casa consistorial de Castellvell del Camp | Castellvell del Camp           | casa consistorial |                             | 41° 10′ 51″ N, 1° 05′ 49″ E / 41.1808771°N,1.0968805°E                                     |                             | Casa de la vila de Castellvell del Camp | Modifica les dades a Wikidata |
|        | cementiri de Castellvell del Camp         | Castellvell del Camp           | cementiri         |                             | 41° 10′ 56″ N, 1° 05′ 52″ E / 41.182356°N,1.097829°E                                       |                             | Cementiri de Castellvell del Camp       | Modifica les dades a Wikidata |
|        | el Pinar                                  | Reus Castellvell del Camp      | urbanització      |                             | 41° 10′ 29″ N, 1° 06′ 15″ E / 41.17468056°N,1.10429722°E 183 msnm                          |                             | El Pinar (Reus)                         | Modifica les dades a Wikidata |